# Jules Déjerine

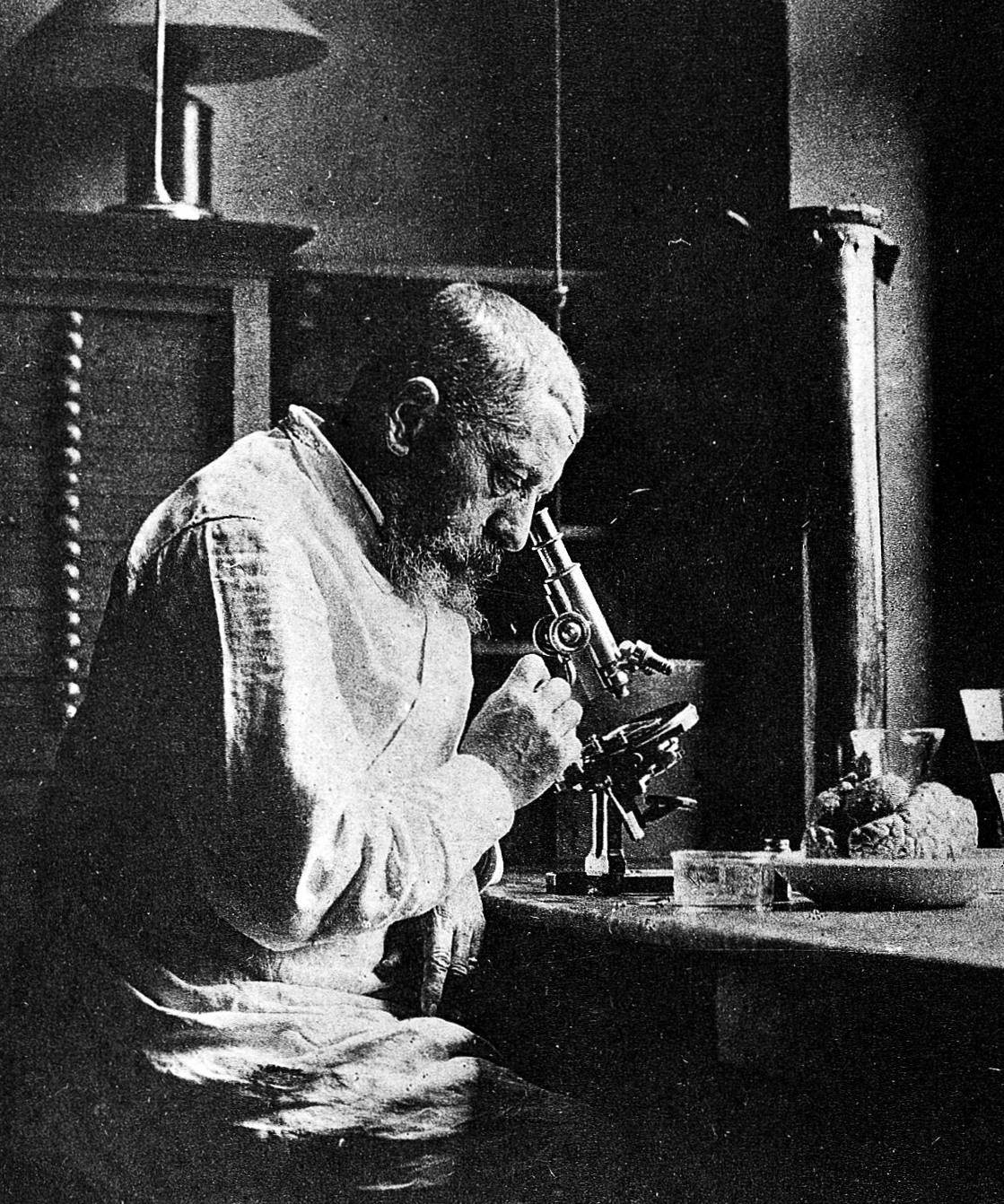
Jules Déjerine

Joseph Jules Déjerine (ur. 3 sierpnia 1849 w Genewie, zm. 26 lutego 1917) – francuski lekarz neurolog. Mąż Augusty Dejerine-Klumpke.

## Życiorys
Joseph Jules Dejerine urodził się w Genewie we francuskiej rodzinie. Podczas wojny francusko-pruskiej pracował jako wolontariusz w genewskim szpitalu i postanowił podjąć studia medyczne. Od 1871 studiował w Paryżu. Po ukończeniu studiów został zatrudniony w 1877 roku w szpitalu Bicêtre; w 1886 roku otrzymał tytuł professeur agrégé. Pracował w szpitalu Salpêtrière od 1895 roku, w 1901 został profesorem historii medycyny, a później profesorem neurologii.
W 1888 roku poślubił swoją studentkę Augustę Klumpke. Od tego czasu para wspólnie pracowała naukowo.
Jego uczniami byli Lévy-Valensi, Jean Lhermitte, Gustave Roussy, André-Thomas, Jules Tinel i Oskar Vogt.

## Wybrane prace
- Recherches sur les lésions du système nerveux dans la paralysie ascendante aiguë. Paris, 1879
- L'héredité dans les maladies du système nerveux. Paris, 1886
- Joseph Jules Dejerine, Augusta Dejerine-Klumpke: Anatomie des centres nerveux. J. Rueff, 1895
- Jules Dejerine, André-Thomas: Traité des maladies de la moëlle épinière. Paris, 1902
- Joseph Jules Dejerine, Augusta Dejerine-Klumpke: Le faisceau pyramidal direct. Masson et Cie, 1904